# Centre hospitalier de Haute-Corrèze
Le centre hospitalier de Haute-Corrèze est un centre hospitalier public situé à Ussel, dans le département de la Corrèze.

## Description

### Situation géographique
Le centre hospitalier est un établissement public de santé, autonome, situé à Ussel en Corrèze. Il couvre une zone géographique comprenant la Haute-Corrèze, le nord-ouest du Cantal, le sud-ouest du Puy-de-Dôme et le sud-est de la Creuse. C'est le seul hôpital qui dispose d'un service d'urgence et d'une maternité à plus de 30 km à la ronde. Le centre hospitalier de Haute-Corrèze gère aussi celui de Bort-les-Orgues et d'Eygurande.

### Nombre d'entrées
8 863 entrées ont été enregistrées durant l’année 2017, en baisse d'environ 4 000 entrées par rapport à l'année précédente,.

## Activités médicales et enseignement

### Les différents services
Le centre hospitalier de Haute-Corrèze dispense les spécialités médicales et chirurgicales suivantes :
- Anesthésie - Bloc opératoire
- Cardiologie
- Chirurgie orthopédique et de traumatologie
- Chirurgie viscérale et digestive
- Maternité de niveau 1 et gynécologie
- Radiologie (Imagerie médicale, scanner et IRM mobile )
- Médecine (médecine polyvalente, soins palliatifs, addictologie)
- Gériatrie (EHPAD, USLD-SMTI, Soins de suite et de réadaptation, Court séjour gériatrique)
- Urgences, SMUR, USCP et UHCD
- Unité ambulatoire médicale et chirurgicale
- Pharmacie et stérilisation

#### Maternité
Une fermeture de la maternité a souvent été évoquée, à cause d'une baisse des naissances à Ussel. En effet en 1964, un pic de naissance à 402 était atteint contre 192 en 2016. Mais il est inconcevable pour l'agence régionale de santé de fermer la structure,. En 2017, la maternité d’Ussel a enregistré six naissances de plus qu’en 2016, soit 202 accouchements.

### Formation
Le CHHC dispose d’un institut de formation d'aides-soignants (IFAS) et d’un Institut de formation en soins infirmiers (IFSI).

## Histoire

### L'inauguration
Le 25 janvier 1975, Simone Veil inaugure, en compagnie de Jacques Chirac, alors Premier ministre du gouvernement de Valéry Giscard d'Estaing, le centre hospitalier d'Ussel.

### Crise du Covid-19
Lors de la pandémie du Covid-19, le centre hospitalier de Haute-Corrèze crée une unité d'hospitalisation pour les malades au sein du service de cardiologie, destiné à accueillir des patients Covid19 si les établissements référents de Brive et Tulle étaient en situation de saturation. L’établissement de première ligne est le CHU de Limoges, les établissements de 2e ligne identifiés en Corrèze sont le centre hospitalier de Brive, le centre hospitalier de Tulle, et le Centre médico chirurgical Les Cèdres à Brive. Les patients suspectés d’être porteurs du virus sont diagnostiqués par un prélèvement pharyngé pour effectuer une recherche par PCR au CHU de Limoges. Le prélèvement est réalisé par un détachement mobile du centre hospitalier de Tulle sur le site de l’hôpital d’Ussel. Un scanner peut également être indiqué. Les patients Covid positifs ayant une indication hospitalière doivent ensuite être transférés dans les établissements référents du département conformément aux recommandations de l’ARS Nouvelle-Aquitaine.